# Aisha Mohammed
Aisha Mohammed, coniugata Balarabe (Lagos, 21 ottobre 1985), è un'ex cestista nigeriana con cittadinanza statunitense.

## Carriera
Con la Nigeria ha disputato i Giochi olimpici di Atene 2004 e due edizioni dei Campionati mondiali (2006, 2018).